# Связноплодник почколистный
Связноплодник почколистный (лат. Symplocarpus renifolius) — ядовитое травянистое растение со зловонными цветками, вид рода Связноплодник (Symplocarpus) семейства Ароидные (Araceae). Во флоре Дальнего Востока он является реликтом раннетретичного времени, оставшимся от когда-то существовавшей здесь мангровой растительности.
Отличается от другого вида — связноплодника вонючего — тем, что у почколистного листья появляются после цветния, а у вонючего — до завершения цветения.

## Описание
Многолетнее травянистое растение до 1 м высотой. Продолжительность генеративного возрастного состояния превышает 30 лет. Корневище подземное, диаметром до 7 см. Корни шнуровидные с чесночным запахом. Приблизительный возраст сохраняющейся части корневища 18–25 лет, длительность существования придаточных корней около 10–18 лет.
Листья собраны в прикорневую розетку. Черешок листьев длиной до 40 см, и шириной до 1 см. Листовая пластинка округло-сердцевидная, 30–40 см длиной и шириной или почти так (до 33 см шириной), средне-зелёная, основание сердцевидное, верхушка острая; жилкование сетчатое, средняя жилка очень сильная, первичных жилок по 5 с каждой стороны, восходящих к верхушке, самые нижние из них переходят в базальные доли.
Цветет до появления листьев. Соцветие — початок, обычно одиночный. Цветоножка зелёная с пурпурным оттенком, длиной 7–13(–20) и шириной около 1 см. Покрывало простое, от винно-красное (пурпурного до черновато-фиолетового), редко зелёное без каких-либо отметин или с тёмно-фиолетовыми пятнами, лодочкообразное, 8–20 × 5–12 см, сильно кожистое, верхушка заострённая. Початок эллипсовидный, длиной 2–2,5 см и шириной около 1,2 см. Цветки расположены густо. Цветки обоеполые; околоцветник из 4 листочков; тычинок 4. Цветок 3–3,5 мм в диаметре, листочки околоцветника розоватые, пыльники жёлтые.
Плод ягодообразный, одногнездный.

## Места обитания
Влажные места, лесные болота, влажные смешанные и хвойные леса, заболоченные луга и земли; ниже 300 м.
Произрастает на Дальнем Востоке России, в Японии и Китае (Хэйлунцзян).

## Охранный статус
По современному состоянию на территории России вид отнесён к категории редких растений с сокращающимся ареалом. Основная причина тому – сокращение площади лесов в результате вырубки, лесных пожаров и несанкционированных сельскохозяйственных палов.

## Использование
Вид выращивается как декоративное садовое растение. Несмотря на экзотический вид, растение зимостойко для климата России. Для успешного культивирование требуется сильно увлажненный, полутенистый участок. Растение долговечное и может много лет расти на одном месте без особого вмешательства со стороны садовода. 